# Kate Murtagh
Kate Murtagh, född 29 oktober 1920, död 10 september 2017, var en amerikansk skådespelare, sångerska och underhållare. Hon levde sitt liv i Los Angeles, där hon under 1930- och 1940-talet bildade en sångtrio med sina systrar. Senare var hon verksam som solosångare, varietéartist och skådespelare på film och på TV.
Murtagh verkade även som modell. Hon syns på omslaget till Supertramps storsäljare Breakfast in America som en servitris poserandes som Frihetsgudinnan.

## Biografi

### Bakgrund
Murtaghs föräldrar var båda två framstående musiker.
Kate Murtaghs mor, född Wootson Davis i Sikeston, Missouri, flyttade i början 1910-talet till New York för att skola sin röst. 1914 gifte hon sig med Henry B. Murtagh. Han var som teaterorganist, pianist, dirigent och låtskrivare verksam och känd i olika delar av USA och höll olika poster inom förvaltningen i ett antal städer. En tidig position var 1920–1922 vid Liberty Theater i Portland i Oregon. Vid en tävling 1920 valdes han ut att komponera musiken till staten Oregons delstatshymn, vilken sedan fastställdes 1927.
I september 1920 engagerades Henry B. Murtagh vid Grauman's i Los Angeles. Från 1924 var han under ett antal år verksam vid staden Buffalos Lafayette Square-teater. I slutet av årtiondet var han engagerad vid Brooklyns nya Paramount Theater.

### Sångtrio
Under tiden familjen bodde i Los Angeles bildade Kate Murtagh tillsammans med sina systrar Jean och Onriett en sångtrio, ledd av deras föräldrar. Trion började uppträda, och de inriktade sig på "rak" harmoni som hos systrarnas idoler Pickens Sisters. Med tiden kom trions sångstil dock att bli mer humoristisk. Så tidigt som 1934 hade de börjat uppträda i radiosammanhang. Andra framträdanden inkluderade hos olika föreningar och sällskap som Monrovia (CA) American Legion Post, och 1935 syntes och hördes de på RKO:s vaudeville-arrangemang i Los Angeles.
I Los Angeles arbetade trion också som under namnet "Three Radio Kittens". De medverkade i filmen Freshmean Year (1938). Systrarna genomförde också sommarturnéer med en nyuppsättning av den gamla melodramen The Drunkard på Theatre Mart i Beverly Hills, och de turnerade inom vaudeville-branschen på den amerikanska västkusten och staterna i öster. Efter att ha skaffat sig erfarenhet som artister, kunde Murtah-systrarna skaffa sig fler bokningar i större städer på östkusten, inklusive på Philadelphias Carman Theater under mars-april 1940. De blev del av musikalen Helzapoppin, när den turnerade runt USA under 1940–1941, innan de under oktober och november 1941 var återkommande artister på Bal Tabarin-restaurangen i San Francisco.
Höjdpunkten på trions framgångar kom under krigsåren. Några få filmade framträdanden – med singback – från inspelningar i New York under 1942 finns bevarade. Det året framträdda de på Oriental Theater i Chicago, State Theater i New York, Capitol Theater i Washington, och Chicagos Drake Hotel.
Bland uppträdandena i New York under 1943 finns de vid State Theater, Folies Bergere och Walton Roof. Dessutom uppträdde de för manliga inkallade och kvinnliga frivilliga på stadens Stage Door Canteen tre gånger under året. 1944 var systrarna medlemmar av rollbesättningen för Broadway-revyn Take a Bow. Uppträdanden på teatrar och klubbar under året inkluderade Washingtons Capitol Theater och Chicagos Chez Paree, Chicago Theater och Latin Quarter.
1945 förannonserades systrarnas självbiografi (aldrig utgiven). Den var tänkt att "spökskrivas av deras far", som fortsatte att bidra med musik- och komedimaterial till deras uppträdanden.
Systrarnas framträdanden fortsatte i och runt New York under 1945 och 1946. I slutet av det sistnämnda året lade de ner trion, varefter Kate (ibland utannonserad som "Kate-Ellen Murtah") hade solouppträdanden med komedi och sång. På scen utmärktes Kate – den längsta av de tre – för sin längd och sin fysik. I högklackat nådde hon 183 centimeter i längd.

### Solokarriär
Kate Murtagh porträtterade under 1949 Melissa Tatum i Broadway-pjäsen Texas, Li'l Darlin. Pjäsen ledde därefter till TV-framträdanden på Zeke Manners show på WJZ-TV (1950) och The Billy Rose Show (1951)
Murtagh ägnade sig under 1940-talet också åt sin målningshobby. 1955 syndikerades hennes dagliga enruting Annie and Fannie via New Yorks United Feature Syndicate.
Därefter syntes Murtagh som skådespelare i både kända och mindre kända filmer. Detta inkluderade Frukost på Tiffany's (1961), The Night Strangler (1973),  Dirty O'Neil (1974), The Jezebels (1975), Kör hårt, Marlowe (1975), Djävulsbilen (1977), Doctor Detroit (1983) och Waxwork II: Lost in Time (1992). I TV-sammanhang porträtterade hon Iona Dobson i TV-serien It's a Man's World. Hon framträdde också i TV-program som Daniel Boone (1964), My Three Sons, The Munsters, I Dream of Jeannie, The Twilight Zone och Highway to Heaven.

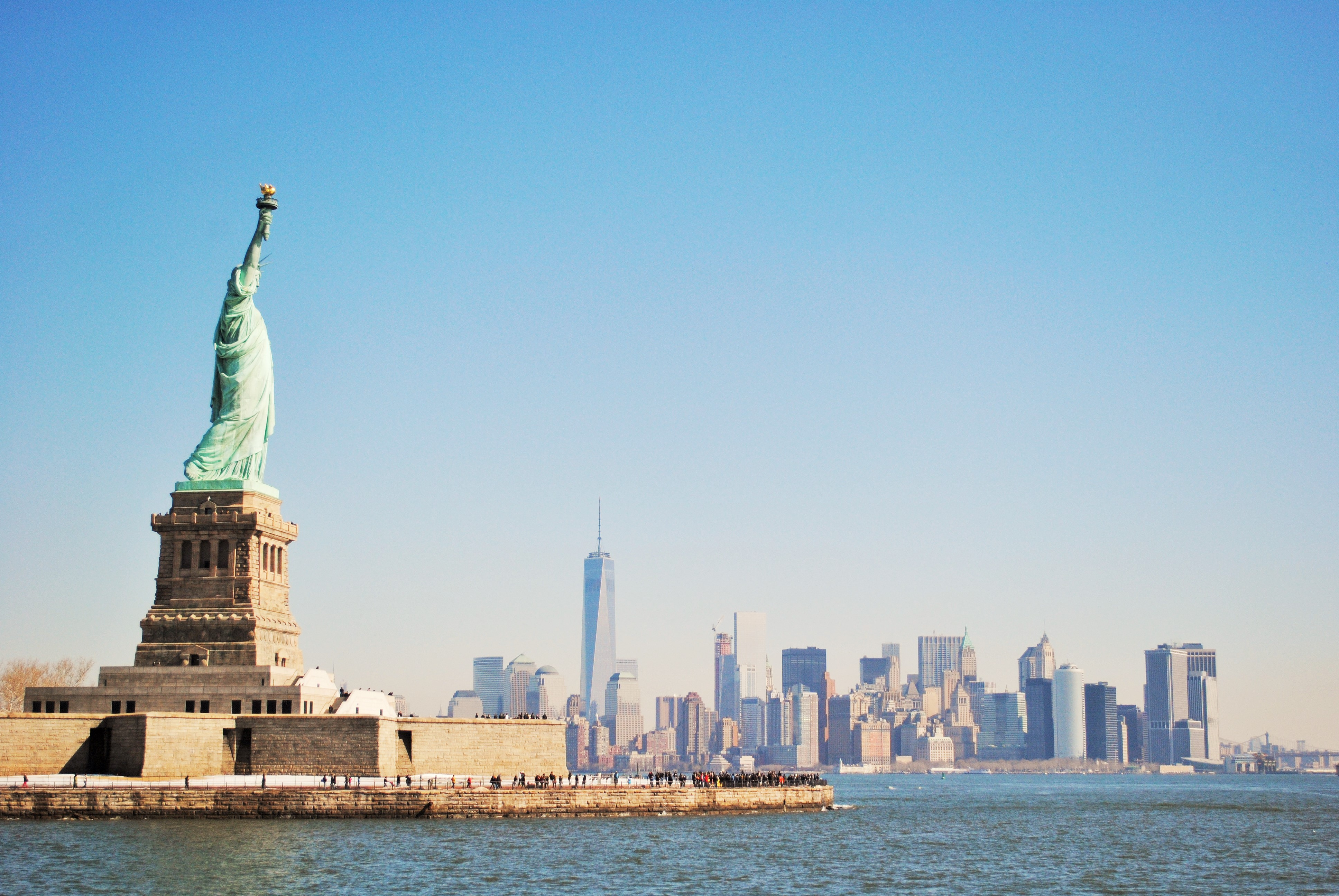
Frihetsgudinnan och nedre Manhattan, en scen som på omslaget till Breakfast in America visar upp Kate Murtagh.

Murtagh syns på skivomslaget (både fram- och baksidan) till den brittiska rockgruppen Supertramps album Breakfast in America. På omslaget syns hon avbildad som en servitris med namnet "Libby", framför en avbildning av Manhattan. Hon ikläder sig en pose i stil som hos Frihetsgudinnan, men hållandes ett highballglas med apelsinjos och en meny istället för den verkliga statyns fackla och tabula ansata.

### Senare år
Kate Murtagh pensionerade sig 1999 från filmbranschen. Hon bodde under sina sista år på Motion Picture & Television Country House and Hospital (MPTCHH) i Woodland Hills i Los Angeles, där hon deltog i kurser i improvisation. Hon avled på MPTCHHden 10 september 2017, vid en ålder av 96 år.